# 솔개 631급 고속상륙정

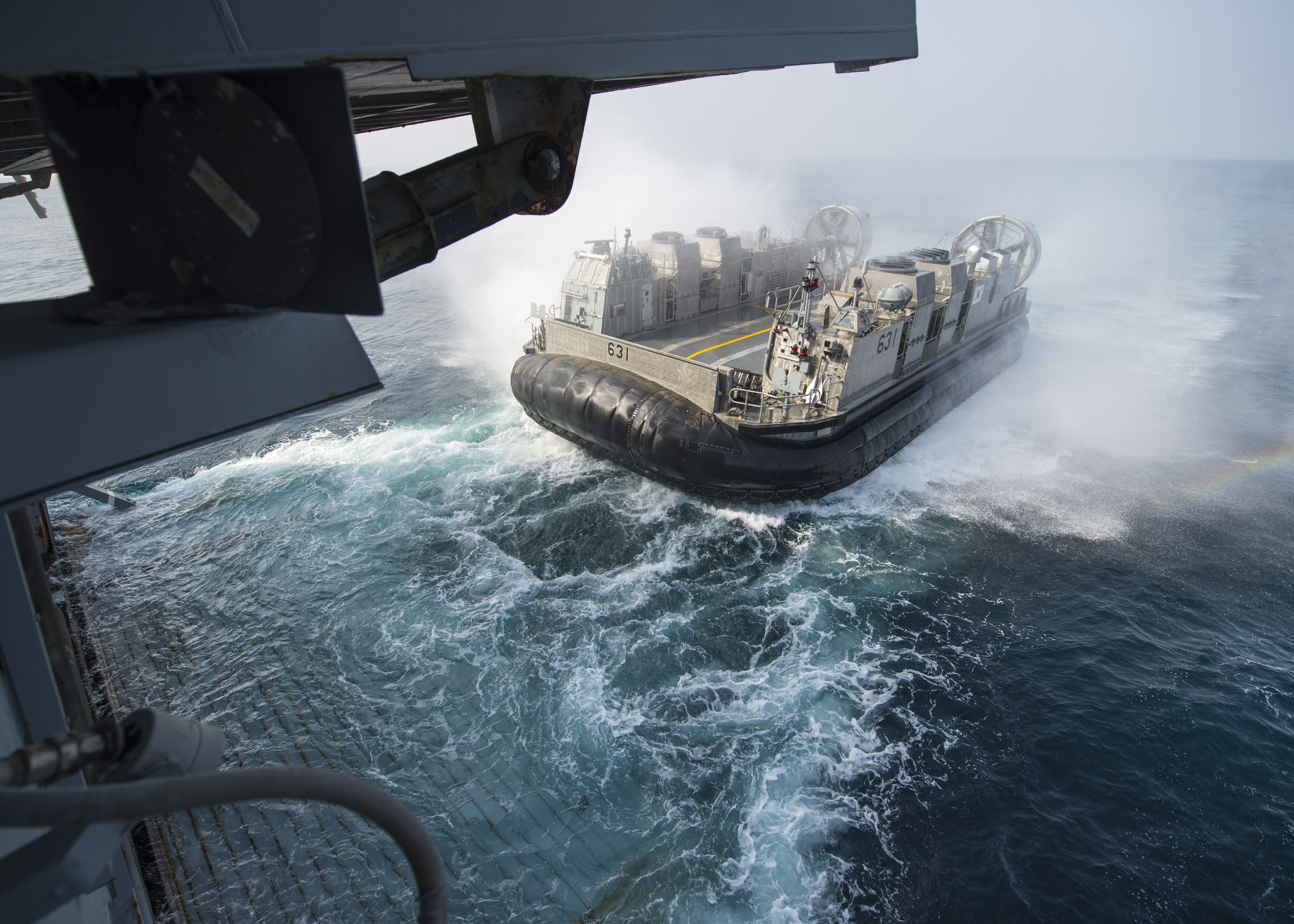

솔개 631급 고속상륙정(솔개631級高速上陸艇)은 대한민국 해군에서 사용하고 있는 공기부양정이다. 한진중공업이 5년에 걸쳐 건조하였으며, 전차 1대와 병력 24명 또는 병력 150명을 태우고 시속 74km로 항해할 수 있다.

## 건조
한진중공업에서 5년여간의 건조기간을 거쳐 제작(총 건조비 495억원 소요)하여 2007년 4월에 대한민국 해군에 인도됐다. 총 2척을 건조하였으며, 전차의 수송이 가능하다.

## 임무
상륙작전시 함정에 탑재되어 레이다 탐지 및 유도탄 사정권 외곽 원거리에서 적 해안 고속상륙 돌격지원 임무를 수행하게 된다. 솔개는 다목적 강습상륙함인 LPH-6111 독도과 LPH-6112 마라도에 탑재되어, 해병 및 특수전 요원의 상륙작전을 지원한다.

## 제원
- 길이 : 27.9m
- 폭 : 14.6m
- 무게 : 155t급
- 최대속력 : 40노트
- 무장 : 20mm 중기관총 2문
- 승조원 : 5명 승선

## 같이 보기
- LCAC
- 무레나급 공기부양정
- 상륙용 주정 장비(LCU)